# Schildomyia trinidadensis
Schildomyia trinidadensis är en tvåvingeart som beskrevs av Willi Hennig 1969. Schildomyia trinidadensis ingår i släktet Schildomyia och familjen tickflugor. Inga underarter finns listade i Catalogue of Life.